# Павел (консул 352 года)
Павел (лат. Paulus) — государственный деятель Римской империи середины IV века, консул 352 года.

## Биография
Узурпатор Магн Магненций назначил на подвластном ему Западе империи консулами в 352 году своего брата Деценция (которого он сделал соправителем, дав ему титул цезаря) и некого Павла. Его личность зафиксирована только в некоторых фастах и надписях на территории, подвластной Магненцию. Очевидно, он был его близким сподвижником. Констанций II не признал назначений Магненция, объявив консулами себя и своего двоюродного брата Галла, также дав ему титул цезаря.
В 352 году Констанций вторгся во владения Магненция и заставил того отступить из Италии, в связи с чем последние надписи с именами Деценция и Павла в Риме датируются концом июля. Впоследствии, после гибели Магненция и его брата, год обозначался на Западе также, как и на Востоке — год пятого консульства Констанция и первого Галла.